# 3 000 mètres

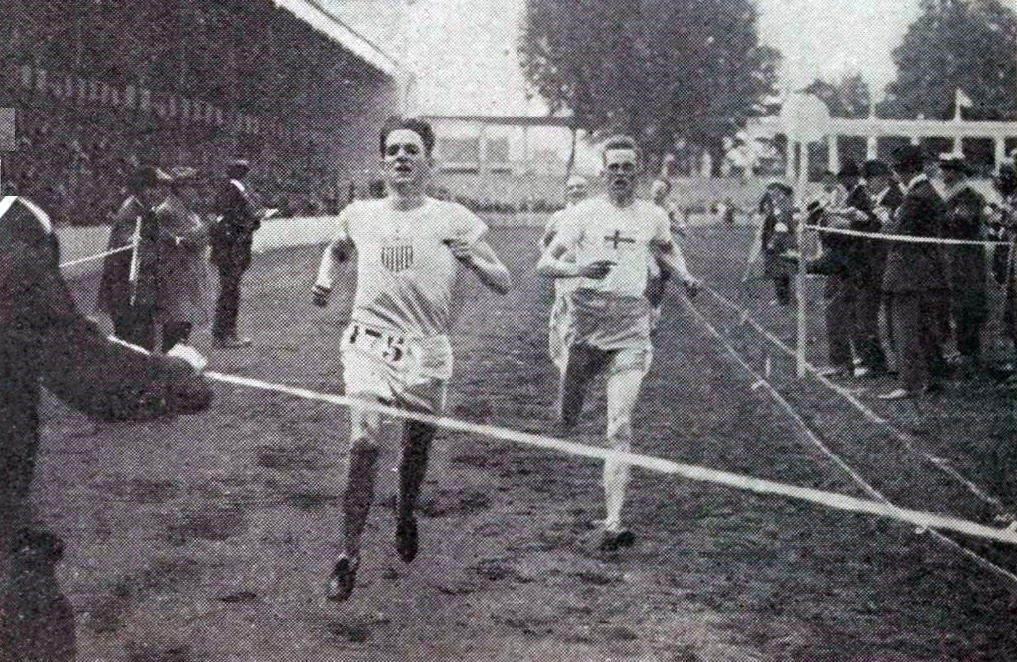
Arrivée du 3000 mètres par équipe aux JO de 1920 (1ers USA).

Le 3 000 mètres est une épreuve d'athlétisme de demi-fond correspondant à 7,5 tours de stade sur une piste en plein air de 400 m, et 15 tours sur une piste en salle de 200 m. 
Chez les hommes, le 3 000 mètres n'a jamais été une discipline olympique hormis le 3 000 mètres par équipes qui figura aux programme des Jeux olympiques en 1912, 1920 et 1924. Chez les femmes, le 3 000 mètres était une des distances de base des Jeux olympiques et des Championnats du monde jusque dans le milieu des années 1990. Il fut remplacé par le 5 000 m aux championnats du monde de 1995 et aux Jeux olympiques de 1996.
Il figure au programme des championnats du monde en salle depuis sa création, en 1987. 
Le record du monde est actuellement détenu, chez les hommes, par le Norvégien Jakob Ingebrigtsen avec un temps de 7 min 17 s 55 réalisé le 25 août 2024, et chez les femmes par la Chinoise Junxia Wang avec 8 min 06 s 11 réalisé le 13 septembre 1993.

## Histoire
Les origines du 3000 m s’inscrivent dans la transition des compétitions d’athlétisme, qui se disputaient initialement sur des distances impériales (yards ou miles), vers le système métrique instauré à la fin du XIXᵉ siècle. Avec l’introduction du mètre, de nombreuses épreuves furent réorganisées pour offrir des distances standardisées, et le 3000 m s’est progressivement imposé comme une distance intermédiaire entre le 1500 m, épreuve de vitesse-endurance, et le 5000 m, qui demande une capacité d’endurance plus importante.

### Des débuts modestes à la reconnaissance nationale
Dès les premières compétitions modernes – comme les championnats nationaux organisés dès 1888 en France – le 3000 m fut couru sur des pistes en terre battue ou en cendrée. Même si, historiquement, cette distance n’a pas toujours occupé le devant de la scène, elle a servi de laboratoire pour tester l’équilibre entre vitesse et endurance. Dans de nombreux pays, notamment en Europe et aux États-Unis, le 3000 m a été intégré au programme des compétitions d’athlétisme, avant de trouver sa place privilégiée en salle, où la distance, correspondant à 7,5 tours sur une piste extérieure de 400 m (ou 15 tours sur une piste intérieure de 200 m), est devenue un classique

### Une épreuve à double visage: masculin et féminin
Chez les hommes, le 3000 m n’a jamais été retenu comme épreuve individuelle aux Jeux Olympiques extérieurs – la distance olympique pour le demi-fond se concentrant sur le 5000 m et le 10 000 m – mais il figure régulièrement dans les championnats d’athlétisme en salle, où il permet aux athlètes de mesurer leur capacité à maintenir un rythme soutenu sur une distance relativement longue.
Chez les femmes, l’épreuve a connu une reconnaissance internationale plus tardive. En effet, le 3000 m ne figurera dans un championnat majeur qu'au Championnat d'Europe en 1974 et fut une distance olympique de 1984 à 1992 avant d’être remplacé par le 5000 m pour harmoniser le calendrier international. Cette période a permis aux athlètes féminines de développer des stratégies et des méthodes d’entraînement spécifiques, faisant de cette épreuve un pont entre les courses de vitesse et les courses d’endurance.

### Progrès techniques et records
L’évolution des performances sur le 3000 m reflète les progrès techniques et scientifiques en athlétisme. L’amélioration des surfaces de piste, le perfectionnement du chronométrage électronique et l’optimisation des méthodes d’entraînement (basées sur des études approfondies de physiologie et de biomécanique) ont permis une progression continue des records. Aujourd’hui, le 3000 m en salle est l’une des épreuves phares lors des championnats mondiaux intérieurs, avec des performances de pointe illustrant la fine frontière entre puissance et endurance.
Les records mondiaux, notamment celui des hommes établi par Jakob Ingebrigtsen et celui des femmes détenu par Wang Junxia, témoignent de cette évolution et du niveau d’exigence requis pour exceller sur cette distance.

### Impact et rôle dans l’athlétisme moderne
Le 3000 m a toujours occupé une place particulière dans l’organisation des compétitions d’athlétisme. En salle, il est souvent considéré comme la distance ultime qui permet d’évaluer le potentiel de vitesse-endurance des athlètes. De plus, cette épreuve est fréquemment utilisée par les entraîneurs comme indicateur de la capacité aérobie et de la tolérance à l’accumulation d’acide lactique, des qualités essentielles pour les courses plus longues.
Enfin, le 3000 m a servi de tremplin pour de nombreux talents émergents dans divers pays, en permettant aux athlètes de se mesurer dans un contexte compétitif avant de se spécialiser sur des distances plus longues ou plus courtes. Cette polyvalence en fait une épreuve riche en enseignements pour l’évolution du sport, tant du point de vue tactique que scientifique.

## Spécificités
Le 3000 m occupe une position singulière dans le paysage de l’athlétisme moderne, se situant à la frontière entre la vitesse et l’endurance. Le 3000 m exige des athlètes qu’ils optimisent leur capacité à maintenir une allure soutenue sur une distance relativement longue, tout en déployant des qualités de vitesse et de gestion de l’effort sur plus de 7 minutes (pour les hommes) et plus de 8 minutes (pour les femmes) à un niveau élite.

### Caractéristiques techniques et physiologiques

#### Équilibre entre endurance et vitesse
Le 3000 m sollicite principalement le système aérobie, puisque les athlètes courent à une intensité proche de leur VO₂max,, mais il requiert également une contribution anaérobie, notamment lors du sprint final. Cette double exigence se traduit par la nécessité d’un entraînement visant à améliorer la tolérance à l’acidose lactique tout en développant la capacité de maintenir une cadence élevée.

#### Gestion du rythme et de la stratégie
Contrairement aux épreuves de sprint où l’explosion au départ est primordiale, le 3000 m demande une répartition judicieuse de l’effort. La gestion du pacing est cruciale : les athlètes doivent conserver suffisamment d’énergie pour un sprint décisif dans le dernier tour, tout en maintenant une allure stable sur l’ensemble des 7,5 tours de piste en extérieur (ou 15 en salle). Cette nécessité de jongler entre régularité et accélérations tactiques rend l’épreuve particulièrement exigeante sur le plan stratégique.

#### Technique de course
L’efficacité de la foulée est déterminante. Les coureurs doivent adopter une technique de course économiquement rationnelle pour limiter la dépense énergétique, tout en maintenant une fréquence de pas élevée. Les variations de rythme (par exemple, lors des relances ou pour se démarquer du peloton) exigent une grande capacité d’adaptation technique et une excellente coordination motrice.

### Influences extérieures
Outre les caractéristiques intrinsèques de l’épreuve, plusieurs facteurs extérieurs jouent un rôle déterminant dans la performance sur 3000 m :

#### Conditions environnementales
La température, l’humidité et la qualité de l’air influencent directement la capacité aérobie des coureurs. Par exemple, une piste synthétique en extérieur par temps chaud peut altérer l’adhérence et augmenter la fatigue, tandis que les compétitions en salle bénéficient généralement d’un environnement climatisé qui optimise la performance.

#### Qualité de la piste
Les progrès technologiques dans la fabrication des revêtements de piste, que ce soit en extérieur (tartan) ou en salle (piste en polyuréthane), ont contribué à la baisse progressive des temps. Une surface de haute qualité permet une meilleure restitution d’énergie à chaque foulée et minimise les risques de glissades ou d’accidents.

#### Influences socio-économiques et technologiques
L’évolution des techniques d’entraînement, la nutrition sportive, l’analyse vidéo et les innovations biomécaniques ont radicalement transformé l’approche de la préparation pour le 3000 m. Les avancées en science du sport permettent aujourd’hui aux athlètes d’optimiser leur récupération, de mieux gérer leur charge d’entraînement et de développer des stratégies de course adaptées aux conditions de compétition.

#### Contexte tactique et médiatique
La diffusion médiatique des compétitions et la popularisation des meetings internationaux influencent la dynamique de la course. Tant les wavelights que les pacers. L’essor des grandes rencontres d’athlétisme, tant en salle qu’en plein air, a contribué à une meilleure reconnaissance de la discipline et à l’émergence de rivalités internationales qui stimulent la progression des performances.

#### Infrastructure et organisation des compétitions
Le rôle des fédérations nationales et internationales dans la structuration du calendrier de compétitions, ainsi que l’organisation des championnats (nationaux, continentaux et mondiaux), conditionne l’exposition des athlètes à des environnements de compétition variés. Cela permet d’affiner leur adaptation aux différentes conditions (altitude, climat, piste intérieure/extérieur) et de favoriser le transfert de compétences entre disciplines.

## Performances

### Records du monde
| Genre | Performance   | Athlète            | Date              | Lieu    |
| ----- | ------------- | ------------------ | ----------------- | ------- |
| M     | 7 min 17 s 55 | Jakob Ingebrigtsen | 25 août 2024      | Chorzów |
| F     | 8 min 6 s 11  | Wang Junxia        | 13 septembre 1993 | Pékin   |

#### Homme
Le record du monde du 3000 m masculin est reconnu par l'IAAF depuis 1912. La progression du record mondial a été marquée par des performances emblématiques, issues notamment des légendes nordiques et africaines. Des coureurs tels que Paavo Nurmi, Hannes Kolehmainen ou encore Gunder Hägg ont contribué à la baisse continue des temps au fil des décennies, jusqu’à l’ère contemporaine dominée par les athlètes kenyo-européens.
| Genre | Performance   | Athlète        | Date           | Lieu      |
| ----- | ------------- | -------------- | -------------- | --------- |
| M     | 7 min 22 s 91 | Grant Fisher   | 8 février 2025 | New York  |
| F     | 8 min 16 s 60 | Genzebe Dibaba | 6 février 2014 | Stockholm |

### Records continentaux
| Continent                                                 | Hommes (au 17 février 2025) | Hommes (au 17 février 2025) | Hommes (au 17 février 2025) | Femmes (au 17 février 2025) | Femmes (au 17 février 2025) | Femmes (au 17 février 2025) |
| Continent                                                 | Temps                       | Athlète                     | Nation                      | Temps                       | Athlète                     | Nation                      |
| --------------------------------------------------------- | --------------------------- | --------------------------- | --------------------------- | --------------------------- | --------------------------- | --------------------------- |
| Afrique (records)                                         | 7 min 20 s 67               | Daniel Komen                | Kenya                       | 8 min 16 s 60 (i)           | Genzebe Dibaba              | Éthiopie                    |
| Asie (records)                                            | 7 min 30 s 76               | Jamal Bilal Salem           | Qatar                       | 8 min 6 s 11                | Wang Junxia                 | Chine                       |
| Europe (records)                                          | 7 min 17 s 55               | Jakob Ingebrigtsen          | Norvège                     | 8 min 18 s 49               | Sifan Hassan                | Pays-Bas                    |
| Amérique du Nord, Amérique centrale et Caraïbes (records) | 7 min 22 s 91 (i)           | Grant Fisher                | États-Unis                  | 8 min 20 s 87 (i)           | Elle St. Pierre             | États-Unis                  |
| Océanie (records)                                         | 7 min 28 s 02               | Stewart McSweyn             | Australie                   | 8 min 24 s 20               | Georgia Griffith            | Australie                   |
| Amérique du Sud (records)                                 | 7 min 37 s 15               | Santiago Catrofe            | Uruguay                     | 8 min 43 s 26               | Joselyn Brea                | Venezuela                   |

### Records de France
| Genre | Performance | Athlète           | Date             | Lieu        |
| ----- | ----------- | ----------------- | ---------------- | ----------- |
| M     | 7'30"18     | Jimmy Gressier    | 8 février 2025   | New York    |
| F     | 8'35"41     | Bouchra Ghezielle | 1er juillet 2005 | Saint-denis |
| M (i) | 7'30"18     | Jimmy Gressier    | 8 février 2025   | New York    |
| F (i) | 8'41"63     | Yamna Oubouhou    | 7 mars 1999      | Maebashi    |

### Records en compétition
| Compétition                   | Hommes  | Hommes             | Hommes   | Femmes  | Femmes          | Femmes      |
| Compétition                   | Temps   | Athlète            | Nation   | Temps   | Athlète         | Nation      |
| ----------------------------- | ------- | ------------------ | -------- | ------- | --------------- | ----------- |
| Championnats du monde indoor  | 7'34"71 | Haile Gebrselassie | Éthiopie | 8'20"87 | Elle St. Pierre | États-Unis  |
| Championnats d'Europe indoor  | 7'38"42 | Ali Kaya           | Turquie  | 8'30"61 | Laura Muir      | Royaume-Uni |
| Championnats de France indoor | 7'49"99 | Jacky Carlier      | France   | 8'53"99 | Margaret Maury  | France      |

## Meilleurs performances

### Top 10 meilleurs performances de tous les temps
| Temps | Temps       | Athlète            | Lieu      | Date              |
| ----- | ----------- | ------------------ | --------- | ----------------- |
| 1     | 7'17"55     | Jakob Ingebrigtsen | Chorzów   | 25 août 2024      |
| 2     | 7'20"67     | Daniel Komen       | Rieti     | 1 septembre 1996  |
| 3     | 7'21"28     | Berihu Aregawi     | Chorzów   | 25 août 2024      |
| 4     | 7'22"91 (i) | Grant Fisher       | New York  | 8 février 2025    |
| 5     | 7'23"09     | Hicham El Guerrouj | Bruxelles | 3 septembre 1999  |
| 6     | 7'23"14 (i) | Cole Hocker        | New York  | 8 février 2025    |
| 7     | 7'23"63     | Jakob Ingebrigtsen | Eugene    | 17 septembre 2023 |
| 8     | 7'23"64     | Yomif Kejelcha     | Eugene    | 17 septembre 2023 |
| 9     | 7'23"81 (i) | Lamecha Girma      | Liévin    | 15 février 2023   |
| 10    | 7'24"00     | Jakob Ingebrigtsen | Paris     | 9 juin 2023       |

| Temps | Temps       | Athlète        | Lieu       | Date              |
| ----- | ----------- | -------------- | ---------- | ----------------- |
| 1     | 8'06"11     | Junxia Wang    | Beijing    | 13 septembre 1993 |
| 2     | 8'07"04     | Faith Kipyegon | Chorzów    | 16 août 2025      |
| 3     | 8'12"18     | Yunxia Qu      | Beijing    | 13 septembre 1993 |
| 4     | 8'12"19     | Junxia Wang    | Beijing    | 12 septembre 1993 |
| 5     | 8'12"27     | Yunxia Qu      | Beijing    | 12 septembre 1993 |
| 6     | 8'16"50     | Linli Zhang    | Beijing    | 13 septembre 1993 |
| 7     | 8'16"60 (i) | Genzebe Dibaba | Stockholm  | 6 février 2014    |
| 8     | 8'16"69 (i) | Gudaf Tsegay   | Birmingham | 25 février 2023   |
| 9     | 8'17"11 (i) | Gudaf Tsegay   | Liévin     | 10 février 2024   |
| 10    | 8'18"49     | Sifan Hassan   | Palo Alto  | 30 juin 2019      |

### Top 10 athlètes les plus rapides de tous les temps
| Temps | Temps       | Athlète            | Lieu      | Date              |
| ----- | ----------- | ------------------ | --------- | ----------------- |
| 1     | 7'17"55     | Jakob Ingebrigtsen | Chorzów   | 25 août 2024      |
| 2     | 7'20"67     | Daniel Komen       | Rieti     | 1 septembre 1996  |
| 3     | 7'21"28     | Berihu Aregawi     | Chorzów   | 25 août 2024      |
| 4     | 7'22"91 (i) | Grant Fisher       | New York  | 8 février 2025    |
| 5     | 7'23"09     | Hicham El Guerrouj | Bruxelles | 3 septembre 1999  |
| 6     | 7'23"14 (i) | Cole Hocker        | New York  | 8 février 2025    |
| 7     | 7'23"64     | Yomif Kejelcha     | Eugene    | 17 septembre 2023 |
| 8     | 7'23"81 (i) | Lamecha Girma      | Liévin    | 15 février 2023   |
| 9     | 7'24"68 (i) | Mohamed Katir      | Liévin    | 15 février 2023   |
| 10    | 7'24"98 (i) | Getnet Wale        | Liévin    | 9 février 2021    |

| Temps | Temps       | Athlète            | Lieu       | Date              |
| ----- | ----------- | ------------------ | ---------- | ----------------- |
| 1     | 8'06"11     | Junxia Wang        | Beijing    | 13 septembre 1993 |
| 2     | 8'07"04     | Faith Kipyegon     | Chorzów    | 16 août 2025      |
| 3     | 8'12"18     | Yunxia Qu          | Beijing    | 13 septembre 1993 |
| 4     | 8'16"50     | Linli Zhang        | Beijing    | 13 septembre 1993 |
| 5     | 8'16"60 (i) | Genzebe Dibaba     | Stockholm  | 6 février 2014    |
| 6     | 8'16"69 (i) | Gudaf Tsegay       | Birmingham | 25 février 2023   |
| 7     | 8'18"49     | Sifan Hassan       | Palo Alto  | 30 juin 2019      |
| 8     | 8'19"08     | Francine Niyonsaba | Paris      | 28 août 2021      |
| 9     | 8'19"52     | Ejgayehu Taye      | Paris      | 28 août 2021      |
| 10    | 8'19"78     | Liyan Ma           | Beijing    | 12 septembre 1993 |

### Meilleures performances mondiales de l'année

#### Hommes
| Année | Temps       | Athlète                 | Pays                 | Lieu        | Vitesse Moyenne      |
| ----- | ----------- | ----------------------- | -------------------- | ----------- | -------------------- |
| 1912  | 8'36"8      | Hannes Kolehmainen      | Finlande             | Stockholm   | 20,90 km/h (2'52/km) |
| 1918  | 8'33"2      | John Zander             | Suède                | Stockholm   | 21,04 km/h (2'51/km) |
| 1922  | 8'28"6      | Paavo Nurmi             | Finlande             | Turku       | 21,23 km/h (2'49/km) |
| 1925  | 8'27"6      | Edvin Wide              | Suède                | Halmstad    | 21,28 km/h (2'49/km) |
| 1926  | 8'20"4      | Paavo Nurmi             | Finlande             | Stockholm   | 21,58 km/h (2'46/km) |
| 1932  | 8'18"8      | Janusz Kusociński       | Pologne              | Antwerpen   | 21,65 km/h (2'46/km) |
| 1934  | 8'18"4      | Henry Nielsen           | Danemark             | Stockholm   | 21,67 km/h (2'46/km) |
| 1936  | 8'14"8      | Gunnar Höckert          | Finlande             | Stockholm   | 21,83 km/h (2'44/km) |
| 1940  | 8'09"0      | Henry Kälarne           | Suède                | Stockholm   | 22,09 km/h (2'43/km) |
| 1942  | 8'01"2      | Gunder Hägg             | Suède                | Stockholm   | 22,44 km/h (2'40/km) |
| 1949  | 7'58"8      | Gaston Reiff            | Belgique             | Gävle       | 22,56 km/h (2'39/km) |
| 1955  | 7'55"6      | Sándor Iharos           | Hongrie              | Budapest    | 22,71 km/h (2'38/km) |
| 1956  | 7'52"8      | Gordon Pirie            | Royaume-Uni          | Malmö       | 22,84 km/h (2'37/km) |
| 1965  | 7'39"6      | Kipchoge Keino          | Kenya                | Helsingborg | 23,50 km/h (2'33/km) |
| 1966  | 7'51"2      | Lajos Mecser            | Hongrie              | Londres     | 22,92 km/h (2'37/km) |
| 1967  | 7'45"1      | Harald Norpoth          | Allemagne de l'Ouest | Münster     | 23,22 km/h (2'35/km) |
| 1968  | 7'48"4      | Ron Clarke              | Australie            | Århus       | 23,06 km/h (2'36/km) |
| 1969  | 7'47"6      | Dick Taylor             | Royaume-Uni          | Londres     | 23,10 km/h (2'35/km) |
| 1970  | 7'46"85 (i) | Richard Wilde           | Royaume-Uni          | Vienne      | 23,13 km/h (2'35/km) |
| 1971  | 7'39"8      | Emiel Puttemans         | Belgique             | Bruxelles   | 23,49 km/h (2'33/km) |
| 1972  | 7'37"6      | Emiel Puttemans         | Belgique             | Århus       | 23,60 km/h (2'32/km) |
| 1973  | 7'43"4      | Emiel Puttemans         | Belgique             | Århus       | 23,30 km/h (2'34/km) |
| 1974  | 7'35"2      | Brendan Foster          | Royaume-Uni          | Gateshead   | 23,73 km/h (2'31/km) |
| 1975  | 7'45"00     | Rod Dixon               | Nouvelle-Zélande     | Paris       | 23,23 km/h (2'35/km) |
| 1976  | 7'43"46     | Rod Dixon               | Nouvelle-Zélande     | Cologne     | 23,30 km/h (2'34/km) |
| 1977  | 7'41"2      | Karl Fleschen           | Allemagne de l'Ouest | Cologne     | 23,42 km/h (2'33/km) |
| 1978  | 7'32"1      | Henry Rono              | Kenya                | Oslo        | 23,89 km/h (2'30/km) |
| 1979  | 7'37"70     | Rudy Chapa              | États-Unis           | Eugene      | 23,60 km/h (2'32/km) |
| 1980  | 7'37"60     | Eamonn Coghlan          | Irlande              | Oslo        | 23,63 km/h (2'32/km) |
| 1981  | 7'36"69     | Steve Scott             | États-Unis           | Ingelheim   | 23,65 km/h (2'32/km) |
| 1982  | 7'32"79     | David Moorcroft         | Royaume-Uni          | Londres     | 23,85 km/h (2'30/km) |
| 1983  | 7'35"84     | Doug Padilla            | États-Unis           | Oslo        | 23,69 km/h (2'31/km) |
| 1984  | 7'33"3      | Saïd Aouita             | Maroc                | Bruxelles   | 23,83 km/h (2'31/km) |
| 1985  | 7'32"94     | Saïd Aouita             | Maroc                | Bruxelles   | 23,84 km/h (2'30/km) |
| 1986  | 7'32"23     | Saïd Aouita             | Maroc                | Cologne     | 23,88 km/h (2'30/km) |
| 1987  | 7'40"25     | Dieter Baumann          | Allemagne de l'Ouest | Berlin      | 23,47 km/h (2'33/km) |
| 1988  | 7'38"79     | Sydney Maree            | États-Unis           | Malmö       | 23,54 km/h (2'32/km) |
| 1989  | 7'29"45     | Saïd Aouita             | Maroc                | Cologne     | 24,03 km/h (2'29/km) |
| 1990  | 7'37"09     | Khalid Skah             | Maroc                | Cologne     | 23,63 km/h (2'32/km) |
| 1991  | 7'33"91     | Dieter Baumann          | Allemagne            | Cologne     | 23,79 km/h (2'31/km) |
| 1992  | 7'28"96     | Moses Kiptanui          | Kenya                | Cologne     | 24,06 km/h (2'29/km) |
| 1993  | 7'29"24     | Noureddine Morceli      | Algérie              | Monaco      | 24,04 km/h (2'29/km) |
| 1994  | 7'25"11     | Noureddine Morceli      | Algérie              | Monaco      | 24,26 km/h (2'28/km) |
| 1995  | 7'27"18     | Moses Kiptanui          | Kenya                | Monaco      | 24,15 km/h (2'29/km) |
| 1996  | 7'20"67     | Daniel Komen            | Kenya                | Rieti       | 2',51 km/h (2,26/km) |
| 1997  | 7'26"02     | Haile Gebrselassie      | Éthiopie             | Bruxelles   | 24,21 km/h (2'28/km) |
| 1998  | 7'24"90 (i) | Daniel Komen            | Éthiopie             | Budapest    | 24,28 km/h (2'28/km) |
| 1999  | 7'23"09     | Hicham El Guerrouj      | Maroc                | Bruxelles   | 24,37 km/h (2'27/km) |
| 2000  | 7'25"02     | Ali Saïdi-Sief          | Algérie              | Monaco      |                      |
| 2001  | 7'30"53     | Hailu Mekonnen          | Éthiopie             | Bruxelles   |                      |
| 2002  | 7'34"72     | Benjamin Limo           | Kenya                | Monaco      |                      |
| 2003  | 7'28"29 (i) | Haile Gebrselassie      | Éthiopie             | Karlsruhe   |                      |
| 2004  | 7'27"72     | Eliud Kipchoge          | Kenya                | Bruxelles   |                      |
| 2005  | 7'28"56     | Eliud Kipchoge          | Kenya                | Doha        |                      |
| 2006  | 7'28"72     | Isaac Kiprono Songok    | Kenya                | Rieti       |                      |
| 2007  | 7'25"79     | Kenenisa Bekele         | Éthiopie             | Stockholm   |                      |
| 2008  | 7'31"09 (i) | Tariku Bekele           | Éthiopie             | Stuttgart   |                      |
| 2009  | 7'28"37     | Eliud Kipchoge          | Kenya                | Doha        |                      |
| 2010  | 7'28"70     | Tariku Bekele           | Éthiopie             | Rieti       |                      |
| 2011  | 7'27"26     | Yenew Alamirew          | Éthiopie             | Doha        |                      |
| 2012  | 7'29"94 (i) | Augustine Kiprono Choge | Kenya                | Karlsruhe   |                      |
| 2013  | 7'30"16 (i) | Galen Rupp              | États-Unis           | Stockholm   |                      |
| 2014  | 7'31"66     | Caleb Mwangangi Ndiku   | Kenya                | Ostrava     |                      |
| 2015  | 7'34"66     | Mo Farah                | Royaume-Uni          | Londres     |                      |
| 2016  | 7'28"19     | Yomif Kejelcha          | Éthiopie             | Paris       |                      |
| 2017  | 7'28"73     | Ronald Kwemoi           | Kenya                | Doha        |                      |
| 2018  | 7'28"00     | Yomif Kejelcha          | Éthiopie             | Göteborg    |                      |
| 2019  | 7'32"17     | Selemon Barega          | Éthiopie             | Oslo        |                      |
| 2020  | 7'26"64     | Jacob Kiplimo           | Ouganda              | Rome        |                      |
| 2021  | 7'24"98     | Getnet Wale             | Éthiopie             | Liévin      |                      |
| 2022  | 7'25"93     | Thierry Ndikumwenayo    | Burundi              | Monaco      |                      |
| 2023  | 7'23"63     | Jakob Ingebrigtsen      | Norvège              | Eugene      |                      |
| 2024  | 7'17"55     | Jakob Ingebrigtsen      | Norvège              | Chorzów     |                      |

#### Femmes
| Année | Temps       | Athlète            | Pays               | Lieu         |
| ----- | ----------- | ------------------ | ------------------ | ------------ |
| 1973  | 8:58.36     | Inger Knutsson     | Suède              | Stockholm    |
| 1974  | 8:52.8      | Lyudmila Bragina   | Union soviétique   | Durham       |
| 1975  | 8:46.6      | Grete Andersen     | Norvège            | Oslo         |
| 1976  | 8:27.12     | Lyudmila Bragina   | Union soviétique   | College Park |
| 1977  | 8:36.8      | Grete Waitz        | Norvège            | Oslo         |
| 1978  | 8:32.1      | Grete Waitz        | Norvège            | Oslo         |
| 1979  | 8:31.75     | Grete Waitz        | Norvège            | Oslo         |
| 1980  | 8:33.53     | Yelena Sipatova    | Union soviétique   | Moscou       |
| 1981  | 8:34.30     | Maricica Puică     | Roumanie           | Bucarest     |
| 1982  | 8:26.78     | Svetlana Ulmasova  | Union soviétique   | Kiev         |
| 1983  | 8:28.9 (i)  | Sylvia Schierjott  | Allemagne de l'Est | Senftenberg  |
| 1984  | 8:22.62     | Tatyana Kazankina  | Union soviétique   | Leningrad    |
| 1985  | 8:25.83     | Mary Slaney        | États-Unis         | Rome         |
| 1986  | 8:33.99     | Olga Bondarenko    | Union soviétique   | Stuttgart    |
| 1987  | 8:35.89     | Yvonne Murray      | Royaume-Uni        | Derby        |
| 1988  | 8:26.53     | Tatyana Samolenko  | Union soviétique   | Séoul        |
| 1989  | 8:33.82 (i) | Elly Van Hulst     | Pays-Bas           | Budapest     |
| 1990  | 8:38.38     | Angela Chalmers    | Canada             | Auckland     |
| 1991  | 8:32.00     | Elana Meyer        | Afrique du Sud     | Durban       |
| 1992  | 8:33.72     | Yelena Romanova    | Russie             | Cologne      |
| 1993  | 8:06.11     | Junxia Wang        | Chine              | Pékin        |
| 1994  | 8:21.64     | Sonia O'Sullivan   | Irlande            | Londres      |
| 1995  | 8:27.57     | Sonia O'Sullivan   | Irlande            | Zurich       |
| 1996  | 8:35.42     | Sonia O'Sullivan   | Irlande            | Nice         |
| 1997  | 8:27.78     | Gabriela Szabo     | Roumanie           | Zurich       |
| 1998  | 8:24.31     | Gabriela Szabo     | Roumanie           | Paris        |
| 1999  | 8:25.03     | Gabriela Szabo     | Roumanie           | Zurich       |
| 2000  | 8:26.35     | Gabriela Szabo     | Roumanie           | Zurich       |
| 2001  | 8:23.26     | Olga Yegorova      | Russie             | Zurich       |
| 2002  | 8:21.42     | Gabriela Szabo     | Roumanie           | Monaco       |
| 2003  | 8:31.73     | Berhane Adere      | Éthiopie           | Stuttgart    |
| 2004  | 8:31.32     | Isabella Ochichi   | Kenya              | Paris        |
| 2005  | 8:28.87     | Maryam Yusuf Jamal | Bahreïn            | Oslo         |
| 2006  | 8:24.66     | Meseret Defar      | Éthiopie           | Stockholm    |
| 2007  | 8:23.72 (i) | Meseret Defar      | Éthiopie           | Stuttgart    |
| 2008  | 8:27.93 (i) | Meseret Defar      | Éthiopie           | Stuttgart    |
| 2009  | 8:26.99 (i) | Meseret Defar      | Éthiopie           | Stuttgart    |
| 2010  | 8:24.46 (i) | Meseret Defar      | Éthiopie           | Stuttgart    |
| 2011  | 8:30.26 (i) | Sentayehu Ejigu    | Éthiopie           | Birmingham   |
| 2012  | 8:31.56 (i) | Meseret Defar      | Éthiopie           | Birmingham   |
| 2013  | 8:26.95 (i) | Genzebe Dibaba     | Éthiopie           | Stockholm    |
| 2014  | 8:16.60 (i) | Genzebe Dibaba     | Éthiopie           | Stockholm    |
| 2015  | 8:22.22     | Almaz Ayana        | Éthiopie           | Rabat        |
| 2016  | 8:22.50 (i) | Genzebe Dibaba     | Éthiopie           | Sabadell     |
| 2017  | 8:23.14     | Hellen Obiri       | Kenya              | Monaco       |
| 2018  | 8:27.50     | Sifan Hassan       | Pays-Bas           | Ostrava      |
| 2019  | 8:18.49     | Sifan Hassan       | Pays-Bas           | Palo Alto    |
| 2020  | 8:22.54     | Hellen Obiri       | Kenya              | Doha         |
| 2021  | 8:19.08     | Francine Niyonsaba | Burundi            | Paris        |
| 2022  | 8:23.24 (i) | Dawit Seyaum       | Éthiopie           | Liévin       |
| 2023  | 8:16.69 (i) | Gudaf Tsegay       | Éthiopie           | Birmingham   |
| 2024  | 8:17.11 (i) | Gudaf Tsegay       | Éthiopie           | Liévin       |